# SB 480
Die Dampflokomotivreihe SB 480 war eine Güterzug-Schlepptenderlokomotivreihe der österreichischen Südbahn (SB), deren letzte drei Exemplare bereits an die BBÖ geliefert wurden.

## Geschichte
Die Südbahn besaß Maschinen der von Karl Gölsdorf entworfenen Reihen kkStB 180 und kkStB 80.
Beide waren für die nordböhmischen Strecken mit schwachem Oberbau und daher mit geringem Achsgewicht entworfen worden.
Die Südbahn war daher bestrebt, für ihre Strecken eine Lokomotivreihe zu beschaffen, bei der ein der höheren Achslast entsprechender Kessel zum Einsatz kommen sollte.
Die so von der Lokomotivfabrik der StEG 1921 gelieferten ersten drei Exemplare der Reihe 480 leisteten bei 50 km/h 1.250 PS, was gegenüber der Reihe 80.900 einer Steigerung von ca. 10 % entsprach.
Die letzten drei der insgesamt nur sechs Stück umfassenden Reihe wurden wegen Zahlungsschwierigkeiten der Südbahn bereits von der BBÖ als deren Nachfolgerin übernommen.
Die Maschinen wurden auf der Semmeringbahn für vier Jahrzehnte als Vorspann- und Schiebelokomotiven eingesetzt.
Nach der Angliederung Österreichs an das Deutsche Reich im Jahr 1938 reihte sie die Deutsche Reichsbahn als 57 601–606 ein.
Nach dem Zweiten Weltkrieg kamen alle sechs Maschinen als Reihe 257 zur ÖBB, die drei von ihnen 1957 mit
Giesl-Ejektoren und Siederohrdrosselung ausstattete. Zuletzt wurden sie vor Sammelgüterzügen in der Nähe Wiens eingesetzt und erst 1966 ausgemustert.
Ein Exemplar dieser Baureihe ist im Eisenbahnmuseum Strasshof erhalten. Ein zweites Exemplar wurde im Jahr 2006 zerlegt und zwecks Ersatzteilgewinnung verschrottet. Diese Maßnahme wurde in Österreich kontrovers diskutiert.